# میخائیل کرییونسف
میخائیل کرییونسف (روسی: Михаил Петрович Кривоносов؛ ۱ مهٔ ۱۹۲۹ – ۱۱ نوامبر ۱۹۹۴) ورزشکار دو و میدانی اهل بلاروس بود.
وی همچنین برندهٔ جوایزی همچون نشان لنین شده‌است.
وی در مسابقات کشوری و بین‌المللی در مجموع برندهٔ ۱ مدال نقره شده‌است.